# Ronni Reis
Pour les articles homonymes, voir Reis.
Ronni Reis (née le 10 mai 1966) est une joueuse de tennis américaine, professionnelle dans les années 1980 et jusqu'en 1991. 
Au cours de sa carrière, elle a remporté trois tournois WTA en double dames, dont deux aux côtés de la Sud-Africaine Lise Gregory.

## Palmarès

### Titres en double dames
| No | Date       | Nom et lieu du tournoi         | Catégorie  | Dotation | Surface    | Partenaire   | Finalistes                        | Score    |          |
| -- | ---------- | ------------------------------ | ---------- | -------- | ---------- | ------------ | --------------------------------- | -------- | -------- |
| 1  | 01-10-1984 | Borden Classic Tokyo           | VS Tour C1 | 50 000 $ | Dur (ext.) | Mercedes Paz | Emilse Raponi Adriana Villagrán   | 6-4, 7-5 | Parcours |
| 2  | 12-10-1987 | Honda Classic San Juan         |            | 75 000 $ | Dur (ext.) | Lise Gregory | Cammy MacGregor Cynthia MacGregor | 7-5, 7-5 | Parcours |
| 3  | 25-07-1988 | Northern California Open Aptos | Tier V     | 50 000 $ | Dur (ext.) | Lise Gregory | Patty Fendick Jill Hetherington   | 6-3, 6-4 | Parcours |

### Finales en double dames
| No | Date       | Nom et lieu du tournoi     | Catégorie | Dotation  | Surface    | Vainqueures               | Partenaire      | Score                                            |          |
| -- | ---------- | -------------------------- | --------- | --------- | ---------- | ------------------------- | --------------- | ------------------------------------------------ | -------- |
| 1  | 23-10-1989 | Puerto Rico Open San Juan  | Tier IV   | 100 000 $ | Dur (ext.) | Aucune -                  | Cammy MacGregor | finale annulée face à Gigi Fernandez-Robin White | Parcours |
| 2  | 15-10-1990 | Arizona Classic Scottsdale | Tier IV   | 150 000 $ | Dur (ext.) | Elise Burgin Helen Kelesi | Sandy Collins   | 6-4, 6-2                                         | Parcours |

## Parcours en Grand Chelem

### En simple dames
| Année | Open d'Australie (janvier) | Open d'Australie (janvier) | Internationaux de France | Internationaux de France | Wimbledon       | Wimbledon       | US Open         | US Open           | Open d'Australie (décembre) | Open d'Australie (décembre) |
| ----- | -------------------------- | -------------------------- | ------------------------ | ------------------------ | --------------- | --------------- | --------------- | ----------------- | --------------------------- | --------------------------- |
| 1984  | n/a                        | n/a                        | -                        | -                        | -               | -               | 1er tour (1/64) | Grace Kim         | -                           | -                           |
| 1986  | n/a                        | n/a                        | -                        | -                        | 2e tour (1/32)  | Elise Burgin    | -               | -                 | n/a                         | n/a                         |
| 1987  | -                          | -                          | -                        | -                        | 1er tour (1/64) | Jana Novotná    | 1er tour (1/64) | Patricia Hy       | n/a                         | n/a                         |
| 1988  | -                          | -                          | 2e tour (1/32)           | Steffi Graf              | 1er tour (1/64) | Natasha Zvereva | 2e tour (1/32)  | Nathalie Herreman | n/a                         | n/a                         |
| 1989  | 3e tour (1/16)             | Judith Wiesner             | 1er tour (1/64)          | Monica Seles             | 1er tour (1/64) | Natasha Zvereva | 1er tour (1/64) | Sabrina Goleš     | n/a                         | n/a                         |
| 1990  | 1er tour (1/64)            | Beate Reinstadler          | -                        | -                        | -               | -               | -               | -                 | n/a                         | n/a                         |

À droite du résultat, l’ultime adversaire.

### En double dames
| Année | Open d'Australie (janvier)  | Open d'Australie (janvier) | Internationaux de France    | Internationaux de France   | Wimbledon                    | Wimbledon                | US Open                     | US Open                    | Open d'Australie (décembre) | Open d'Australie (décembre) |
| ----- | --------------------------- | -------------------------- | --------------------------- | -------------------------- | ---------------------------- | ------------------------ | --------------------------- | -------------------------- | --------------------------- | --------------------------- |
| 1985  | n/a                         | n/a                        | 2e tour (1/16) Shawn Foltz  | Beverly Mould Paula Smith  | 1er tour (1/32) Shawn Foltz  | C. Karlsson Tine Scheuer | 1er tour (1/32) Penny Barg  | Anne Hobbs C. Jolissaint   | -                           | -                           |
| 1986  | n/a                         | n/a                        | -                           | -                          | 1er tour (1/32) Leslie Allen | C. Karlsson Tine Scheuer | -                           | -                          | n/a                         | n/a                         |
| 1987  | -                           | -                          | -                           | -                          | -                            | -                        | 1er tour (1/32) Sonya Hahn  | Mercedes Paz Eva Pfaff     | n/a                         | n/a                         |
| 1988  | -                           | -                          | 2e tour (1/16) Lise Gregory | Lori McNeil B. Nagelsen    | 1er tour (1/32) Lise Gregory | Navrátilová Pam Shriver  | 2e tour (1/16) Lise Gregory | Kohde-Kilsch Helena Suková | n/a                         | n/a                         |
| 1989  | 3e tour (1/8) Lise Gregory  | Patty Fendick Hetherington | 2e tour (1/16) Penny Barg   | Nicole Provis Elna Reinach | 2e tour (1/16) Penny Barg    | Peanut Louie Wendy White | 1er tour (1/32) S. Stafford | H. Mandlíková Navrátilová  | n/a                         | n/a                         |
| 1990  | 1er tour (1/32) S. Stafford | M. Bowrey J. Hodder        | -                           | -                          | -                            | -                        | -                           | -                          | n/a                         | n/a                         |

Sous le résultat, la partenaire ; à droite, l’ultime équipe adverse.

### En double mixte
| Année | Open d'Australie             | Open d'Australie          | Internationaux de France  | Internationaux de France | Wimbledon                    | Wimbledon                | US Open                   | US Open                |
| ----- | ---------------------------- | ------------------------- | ------------------------- | ------------------------ | ---------------------------- | ------------------------ | ------------------------- | ---------------------- |
| 1988  | -                            | -                         | -                         | -                        | 1er tour (1/32) Brian Levine | Gisele Miro D. Marcelino | 2e tour (1/8) Luke Jensen | Tracy Austin Ken Flach |
| 1989  | 2e tour (1/8) Stefan Kruger  | Jenny Byrne D. Macpherson | 1er tour (1/32) R. Acioly | C. Reynolds Brad Pearce  | -                            | -                        | -                         | -                      |
| 1990  | 1er tour (1/16) Scott Warner | C. Benjamin Todd Witsken  | -                         | -                        | -                            | -                        | -                         | -                      |

Sous le résultat, le partenaire ; à droite, l’ultime équipe adverse.

## Classements WTA en fin de saison

### En simple
| Année | 1983 | 1984 | 1985 | 1986 | 1987 | 1988 | 1989 | 1990 |
| Rang  | 264  | 153  | 199  | 160  | 108  | 104  | 98   | 462  |

Source : (en) « Classements de Ronni Reis », sur le site officiel du WTA Tour

### En double
| Année | 1986 | 1987 | 1988 | 1989 | 1990 |
| Rang  | 179  | 122  | 62   | 55   | 97   |

Source : (en) « Classements de Ronni Reis », sur le site officiel du WTA Tour